# Erich B. Kusch
Erich B. Kusch (* 27. September 1930 in Triest; † 22. Februar 2010 in Würzburg) war ein deutscher Journalist.

## Leben
Kusch, Sohn eines Deutschen und einer Italienerin, wuchs in Koblenz auf und studierte von 1949 bis 1955 Germanistik, Kunstgeschichte und Wirtschaftspolitik an der Rheinischen Friedrich-Wilhelms-Universität Bonn und der Universität Florenz. 1955 wurde er Parlamentarischer Korrespondent für das Pressebüro von Dieter von König in Bonn, später Korrespondent verschiedener Zeitungen in Rom, darunter der Rheinische Merkur. 1956 berichtete er von der Sueskrise aus Ägypten, ebenso von der Libanonkrise 1958 zwischen dem Libanon und Ägypten. Bei den Olympischen Sommerspielen 1960 in Rom war er Olympia-Attaché der letzten gesamtdeutschen Olympiamannschaft. 1961 war er in Begleitung einer amerikanischen Antarktis-Expedition der erste Deutsche am Südpol. Von 1964 bis 1995 war er Italien-Korrespondent für den Südwestfunk und mehrere Tageszeitungen wie das Handelsblatt und die Neue Zürcher Zeitung. 1992 war er Leiter des ARD-Studios in Rom und maßgeblich am Aufbau des ARD-Hörfunkstudios Rom beteiligt. Von 1989 bis 1996 war Kusch Präsident der „Stampa Estera“, des Verein der Auslandspresse in Italien. Er war Gründungsmitglied und ab 1994 Präsident des deutsch-italienischen Kulturzentrums Villa Vigoni.
Er begleitete die Päpste Pius XII., Johannes XXIII., Paul VI., Johannes Paul I., Johannes Paul II. und Benedikt XVI. auf Auslandsreisen. 2000 war Kusch im Auftrag der Heiligen Stuhls Direktor des Pressezentrums der Agenzia Romana Per La Preparazione Del Giubileo im Heiligen Jahr. 2002 verfasste er zusammen mit anderen Journalisten die Meditationstexte zum traditionellen päpstlichen Kreuzweg am Karfreitag im Kolosseum.
Kusch war verheiratet und hatte fünf Kinder. Er wurde am 27. Februar 2010 auf dem Campo Santo Teutonico in Rom bestattet.

## Ehrungen und Auszeichnungen
- City of Rome Prize
- Alcide De Gasperi-Preis
- Castiglione di Sicilia
- 1990: Bundesverdienstkreuz 1. Klasse
- 1991: Komtur des Verdienstordens der Italienischen Republik
- 1999: Verdienstorden des Landes Baden-Württemberg
- 2000: Großes Verdienstkreuz des Verdienstordens der Bundesrepublik Deutschland

## Schriften (Auswahl)
- Rom, Verlag Volk und Heimat 1959
- Einladung zu einer Reise nach Italien – Einführung in die italienische Kunstlandschaft, a cura dell'ENIT (Ente Nazionale Italiano per il Turismo), 1978
- Rom. Richtig reisen. DuMont Reiseverlag Ostfildern 1998, ISBN 3770128486, zusammen mit Sabine U. Seeger-Baier, Rudolf Lill.
- La stampa italiana: un caso a parte rispetto al resto d’Europa?, 1998 (Biografie)